# Gregorio IV di Costantinopoli
Gregorio IV (in greco Γρηγόριος Δ΄?; fl. XVII secolo) è stato un arcivescovo ortodosso greco, patriarca ecumenico di Costantinopoli per due mesi nel 1623.

## Biografia
Prima di essere eletto patriarca di Costantinopoli, Gregorio IV era Metropolita di Amasya. Al momento della sua elezione era vecchio e cieco in un occhio e per questo gli fu dato il soprannome Stravoamaseias (in greco Στραβοαμασείας?), ovvero il cieco di Amasya. 
Il suo breve regno deve essere considerato nel contesto dello scontro tra il patriarca calvinista Cirillo Lucaris, sostenuto dagli ambasciatori protestanti olandesi e inglesi della capitale ottomana, e i suoi avversari supportati dagli ambasciatori cattolici francesi, austriaci e veneziani. Quest'ultimo riuscì a convincere il Gran Visir a deporre Cirillo il 12 aprile 1623 e a nominare al suo posto Gregorio IV, capo della fazione filo-occidentale. 
Gregorio IV si rivelò incompetente e non poté pagare la tassa di nomina (peshtesh) al sultano ottomano. Inoltre i metropoliti e i vescovi non erano soddisfatti con lui perché non era stato eletto canonicamente dal Santo Sinodo. Così il 18 giugno 1623 il Santo Sinodo depose Gregorio IV e, al suo posto, nominò formalmente Antimo II. 
Dopo la sua deposizione, Gregorio IV fu esiliato sull'isola di Rodi. La data della sua morte non è conosciuta. 